# 移动应用部分
移动应用部分（英語：Mobile Application Part，简称：MAP）是一种七号信令协议，它为GSM和UMTS移动核心网和GPRS核心网中的很多网元提供了一个应用层，让它们可以相互通信，从而向用户提供服务。移动应用部分（MAP）是应用层协议，用于访问归属位置寄存器（HLR），拜访位置寄存器（VLR），移动交换中心（MSC），设备身份寄存器（EIR）、鉴权中心（AuC）、 短信中心 和 业务GPRS支撑节点 （SGSN）。

## 所提供的功能
MAP提供的功能主要包括：
- 移动性服务：位置管理（用于支持漫遊）、认证、管理服务订购信息、故障恢复
- 运营和维护：用户跟踪、获取一个签约用户的IMSI
- 呼叫处理：路由选择，管理呼叫时的漫游，检查用户是否可以接听电话
- 补充服务
- 短信服务
- 用于GPRS的分组数据协议（PDP）服务：为GPRS连接提供路由信息
- 位置服务管理服务：获得签约用户的位置

## 已发布的规范
移动应用部分的规范最初是由GSM协会所定义的，但是已经由ETSI/3GPP控制。根据移动网络类型的不同，MAP被两个不同的标准所定义：
- 用于GSM（规范4之前）的MAP，由3GPP TS09.02 （页面存档备份，存于） 规定（MAP第1版，MAP第2版）
- 用于UMTS（3G）和GSM（规范99及之后）的MAP：由3GPP TS29.002 （页面存档备份，存于）规定（MAP第3版）

在基于ANSI标准的蜂窝网络（目前是CDMA2000，以前是AMPS、IS-136和cdma1）中，扮演与MAP类似的角色的协议通常被称为IS-41或ANSI-41（ANSI MAP）。 从2000年开始，它由3GPP2维护，被称为N.S0005，从2004年开始，被命名为3GPP2X.S0004。

## 实现
MAP是事务能力应用部分（Transaction Capabilities Application Part，简称TCAP）的使用者（即上层协议），因此它既可以用的“传统”的7号信令协议来传输，也可以通过IP来传输（使用传输独立的 信令连接控制部分（Transport Independent Signalling Connection Control Part，简称TI-SCCP） ， 或者使用 SIGTRAN。
Yate （页面存档备份，存于） 一个半开源的对MAP的实现。

## MAP信令
在移动蜂窝电话网络（如GSM和UMTS）中，使用的是7号信令（SS7）应用的MAP。 语音连接是电路交换 (CS)，而和数据连接则是分组交换 (PS)应用。
在移动交换中心（MSC）中通过SS7传输的部分GSM/UMTS电路交换接口如下：
- B->VLR（使用MAP/B）。 大多数MSC都会与一个拜访位置寄存器（VLR）合设，使得B接口成为了一个“内部接口”。
- C->HLR（使用MAP/C）：MSC和HLR之间的消息由C接口处理
- D>HLR（使用MAP/D）：用于绑定（attache）到电路交换（CS）网络，以及位置更新
- E->MSC（使用MAP/E）：用于跨MSC切换
- F->EIR（使用MAP/F）：用于设备的身份检查
- H->SMS-G（使用MAP/H）用于电路交换（CS）上的短信服务（SMS）
- I>ME（使用MAP/I）MSC和ME之间消息由I接口处理
- J->SCF（使用MAP/J）HLR和gsmSCF之间的消息由J口处理

此外，在业务GPRS支撑节点（SGSN）中，还有几个 GSM/UMTS分组交换（PS）接口 是通过SS7传输的：
- Gr->HLR 用于附着到分组交换（PS）网络和位置更新
- Gd->SMS-C 用于通过分组交换（PS）传输的短信
- Gs->MSC 用于通过分组交换（PS）传输的合并的CS+PS信令
- Ge->计费 用于移动网络增强逻辑的定制化应用（CAMEL）预付费计费。
- Gf->EIR 用于设备身份检查